# Глюкокортикоид
Глюкокортикоидите са клас стероидни хормони. Действието на глюкокортикоидите е насочено към регулиране на въглехидратния и белтъчния метаболизъм. Те имат важна роля при всички състояния на напрежение на организма, повишават неговата устойчивост при остро променящи се условия на живот и спомагат за изявяване на резервните функционални възможности.